# Кхмерски език
Кхмерският език (ភាសាខ្មែរ) е австро-азиатски език, говорен от около 7 830 000 души в Камбоджа, Тайланд, Виетнам.

## Писменост
Кхмерският език използва своя уникална писменост, първите засвидетелствани източници на която датират от началото на 7 век. Писмеността се класифицира като абугида и произлиза от древноиндийското брахми и на свой ред е повлияла на тайската и лаоската писмености.